# Reichsstraße 135

Die Reichsstraße 135 (R 135) war bis 1945 eine Staatsstraße des Deutschen Reichs. Bei einer Gesamtlänge von 75 Kilometern verlief sie im mittleren Ostpreußen in West-Ost-Richtung und verband die Städte Bartenstein (polnisch Bartoszyce), Rastenburg (Kętrzyn) und Lötzen (Giżycko) sowie die Reichsstraßen R 128, R 142, R 141 und R 131 miteinander.
Heute verläuft die Trasse der früheren R 135 in der nördlichen polnischen Woiwodschaft Ermland-Masuren. Im gesamten Streckenverlauf hat sie die Kennzeichnung der Woiwodschaftsstraße (Droga wojewódzka – DW) DW 592.

## Straßenverlauf der R135
(heutige Droga wojewódzka 592):
Provinz Ostpreußen (heute: Woiwodschaft Ermland-Masuren):
Landkreis Bartenstein (heutiger Powiat Bartoszycki):
- Bartenstein (Bartoszyce) (Anschluss: Reichsstraßen R 128 und R 142)
- Laurienen (Wawrzyny)
- Ernsthof (Ceglarki)
- Sandlack (Sędławki)
- Eichenbruch (Dębówko)
- Kinkeim (Kinkajmy)
- Wordommen (Wardomy)
- Maxkeim (Maszewy)
- Klein Schwansfeld (Łabędnik Mały)
- Groß Schwansfeld (Łabędnik)

Landkreis Rastenburg (heutiger Powiat Kętrzyński):
- Wotterkeim (Dorf) (Kowalewo Małe)
- Langheim (Łankiejmy)
- Langwäldchen (Długi Lasek)
- Annafeld (Polany)
- Schönfließ (Kraskowo)
- Eberstein (Dzikowina)
- Lamgarben (Garbno)
- Bannaschkeim (Banaszki)
- Groß Galbuhnen (Gałwuny)
- Rastenburg (Kętrzyn) (Anschluss: R 141)
- Krausendorf (Kruszewiec)
- Karlshof (Karolewo)
- Pohiebels (Pożarki)

Landkreis Lötzen (heutiger Powiat Giżycki):
- Mertenheim (Martiany)
- Groß Stürlack (Sterławki Wielkie)
- Klein Stürlack (Sterławki Małe)
- Kallinowen (Kalinowo)
- Groß Wronnen/Großwarnau (Wrony)
- Schönberg (Piękna Góra)
- Lötzen (Giżycko) (Anschluss: R 131)